# Instrumento eletrônico
Se denomina instrumento eletrônico o uso de dispositivos formados por uma combinação de elementos eletrônicos, tais como válvula termiônica, transistores ou circuitos integrados, entre outros muitos, e que, combinados adequadamente, permitem a realização de funções diversas, como  a medição de parâmetros físicos, geração de sinais de distintas frequências, detecção destes mesmos sinais e, por fim, todas aquelas funções susceptíveis de serem processadas mediante sinais elétricos.

## História
A eletrônica é definida como o processamento de sinais eletrônicos, ou seja, são formados sempre pela corrente elétrica que é o deslocamento do elétron dentro de um meio condutor. Onde o conceito de eletrônica é a capacidade de controlar a intensidade da corrente elétrica para obter os resultados desejados. Com as descobertas da ciência a criação de instrumentos de medidas foram necessárias. Assim, por volta de 1820 D’Arsonval criou um melhor instrumento para medir corrente elétrica de baixa intensidade, chamado galvanômetro. Em 1897 Ferdinand Braun inventou o osciloscópio de raios catódicos, a fim de analisar as variações com o tempo de intensidade de tensão. No mesmo ano Joseph John Thomson descobriu o elétron o que impulsionou a evolução da eletrônica e viabilizou a industrialização desse tipo de equipamento. Posteriormente, no início da década de 1920 Donald Macadie, um engenheiro dos correios, criou o multímetro com a intenção de reduzir o número de instrumentos separados que utilizava para fazer manutenção de circuitos de telecomunicações.Além desses, diversos outros instrumentos foram inventados ao longo da história.  

## Classificação e Aplicação
Instrumento de medida, ou, para ser mais preciso, instrumento de medição, é o aparelho que utilizamos para saber na prática os valores de grandezas elétricas presentes em circuitos elétrico-eletrônicos.

## Características de Operação
Exatidão: A Exatidão de um instrumento de medida é o quão próximo o valor mostrado no display está próximo do valor que queremos ver, que esperamos medir. Se queremos medir 5 V (volts), esperamos encontrar algo em torno disso, como 5,1 ou 4,9.
Precisão:A Precisão de um instrumento de medida é o que diz se os valores medidos estão próximos entre si. Perceba que não é necessário ficar próximo do valor que queremos medir. Seguindo o exemplo anterior, ao fazer algumas medidas, poderíamos encontrar: 5,70; 5,71; 5,73; 5,68.

## Analógico e Digital

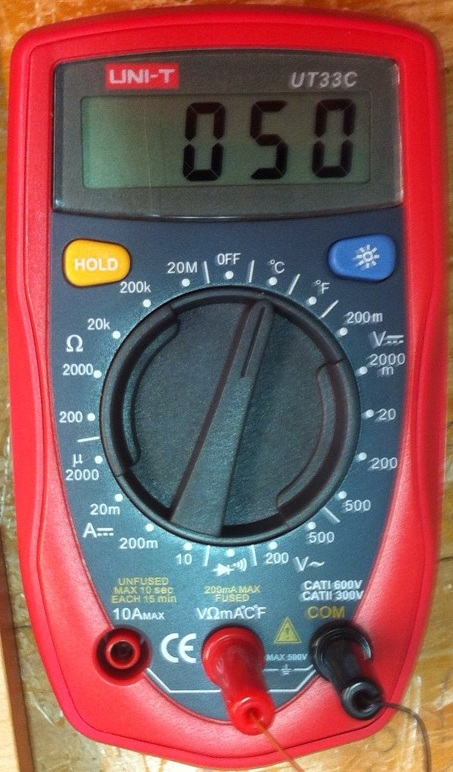
Multímetro Digital

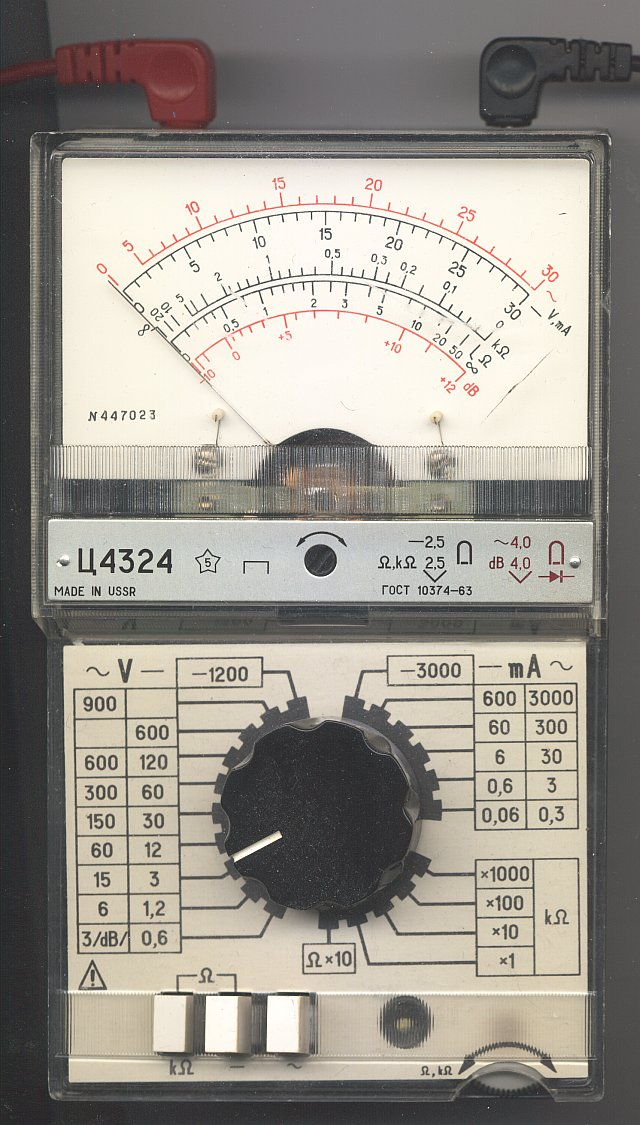
Multímetro Analógico

Os instrumentos digitais tem o voltímetro (medida de tensão) como base para realizar suas medições. Nos instrumentos analógicos a base é o amperímetro (medida de corrente). A partir desses blocos iniciais de circuitos outros tipos 
de medidas poderão ser feitas ao adicionar mais módulos ao projeto. Como exemplo: frequência, capacitância e temperatura.
Nos instrumentos digitais é usada a conversão análogo-digital, em que sinais analógicos de entrada são transformados em digitais por circuitos eletrônicos. Como a operação dos instrumentos analógicos se dá basicamente por algum tipo de fenômeno eletromagnético ou eletrostático, eles são sensíveis a campos elétricos ou magnéticos externos. Assim, às vezes, é necessário blindá-los contra esses campos.

## Instrumentação Virtual
Na instrumentação virtual, temos os seguintes elementos conectados:
- Computador industrial ou estação de trabalho (Workstation)
- Software aplicativo
- Hardware (por exemplo, com placas plug-in e drivers)

Esse é o futuro da instrumentação, com sistemas focados em software, em vez de focados em hardware. Algumas vantagens exploradas nesse sistema:
- Poder computacional
- Produtividade
- Visualização gráfica
- Conectividade dos computadores e estações de trabalho, com várias funcionalidades.

## Conversores
No meio em que vivemos hoje basicamente os fenômenos são analógicos, em controversa a tecnologia de processamento digital está cada vez mais avançada e presente em nosso dia a dia, sendo assim precisamos de interfaces que convertam informações analógicas para informações digitais (assim dizendo). Podemos iniciar esse entendimento com um simples exemplo, os aparelhos que tocam CD, convertendo informações digitais, a música codificada digitalmente para a forma analógica e o som gerado em alto falantes.

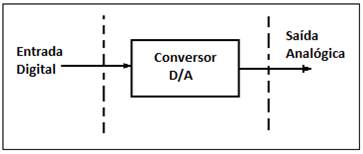
Conversor D/A

Sobre o D/A: Dizemos que o conversor digital-analógico converte uma palavra digital em um sinal analógico sob a forma de uma tensão ou corrente de saída, são formados por elementos passivos, fontes de referência, chaves e AMPOPs. A conversão é em geral paralela e o tempo de conversão depende essencialmente da velocidade dos componentes utilizados. Analisando os sinais que são gerados por circuitos analógicos são muitas vezes processados por circuitos digitais, por exemplo, temos o microcontrolador ou por um microcomputador. Ao certo para processar os sinais analógicos usando circuitos digitais, deve-se efetuar uma conversão para essa última forma, a digital (leia: conversão analógico-digital), onde a conversão é efetuada por um Conversor Analógico-Digital ("A/D converter" ou ADC). O sinal recebido, depois de digitalizado, é processado e, na maioria das vezes será utilizado para atuar sobre o circuito analógico que gerou o sinal original ou até mesmo sobre outro circuito. Por isso, um sinal na forma digital, para ser processado por um bloco funcional analógico, deve ser previamente convertido (ou reconvertido) para a forma analógica equivalente. Um sistema que aceita uma palavra digital como entrada e traduz ou converte o valor recebido para uma voltagem ou correntes analógicas proporcionais à entrada é chamado de Conversor digital-analógico ("D/A converter" ou DAC).
Conceitos: Indo pouco mais a fundo, dizemos que a entrada de um conversor digital D/A consiste em um acoplamento digital construída a partir de sinais binários paralelos que são gerados a partir de um sistema de processamento de sinais onde temos, por exemplo, um computador. Os sinais binários são convertidos em um sinal analógico equivalente por meio de uma referência e, em seguida, o sinal resultante pode passar por um filtro e por um amplificador. Quanto a saída analógica esta pode ser uma tensão ou uma corrente mais a maioria dos conversores D/A possuem uma saída na forma de tensão. Ele mapeia a palavra binária de entrada em um valor analógico na saída então os valores analógicos passam por um segundo bloco, onde cada valor analógico é armazenado até que a próxima palavra binária é convertida.

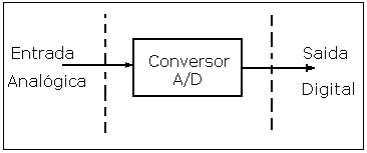
Conversor A/D

Sobre o A/D: Um conversor A/D transforma um sinal analógico, contínuo no tempo, num sinal amostrado, discreto no tempo, quantizado dentro de um número finito de valores inteiros, determinado pela resolução característica do conversor em bits (8, 10, 12, 16 etc). Por exemplo, num conversor de 8 bits, o sinal de entrada é transformado em amostras com os valores entre 0 e 255. O sinal a ser convertido por um conversor A/D dificilmente se acomoda diretamente à faixa de tensão de entrada do conversor.  Ele precisa ser transformado adequadamente para isso. Em geral a tensão de entrada de um conversor A/D é definida como a tensão de alimentação do conversor (+ 5 ou 3,3 V, por exemplo). Para realizar essa adaptação muitas vezes é necessário realizar um condicionamento do sinal, tipicamente com auxílio de circuitos analógicos passivos ou ativos. Após o condicionamento do sinal existe um elemento na entrada do conversor A/D que realiza uma amostragem periódica do sinal analógico e o mantém estável até que o conversor propriamente dito possa convertê-lo para um código digital.

## Satélites Artificiais

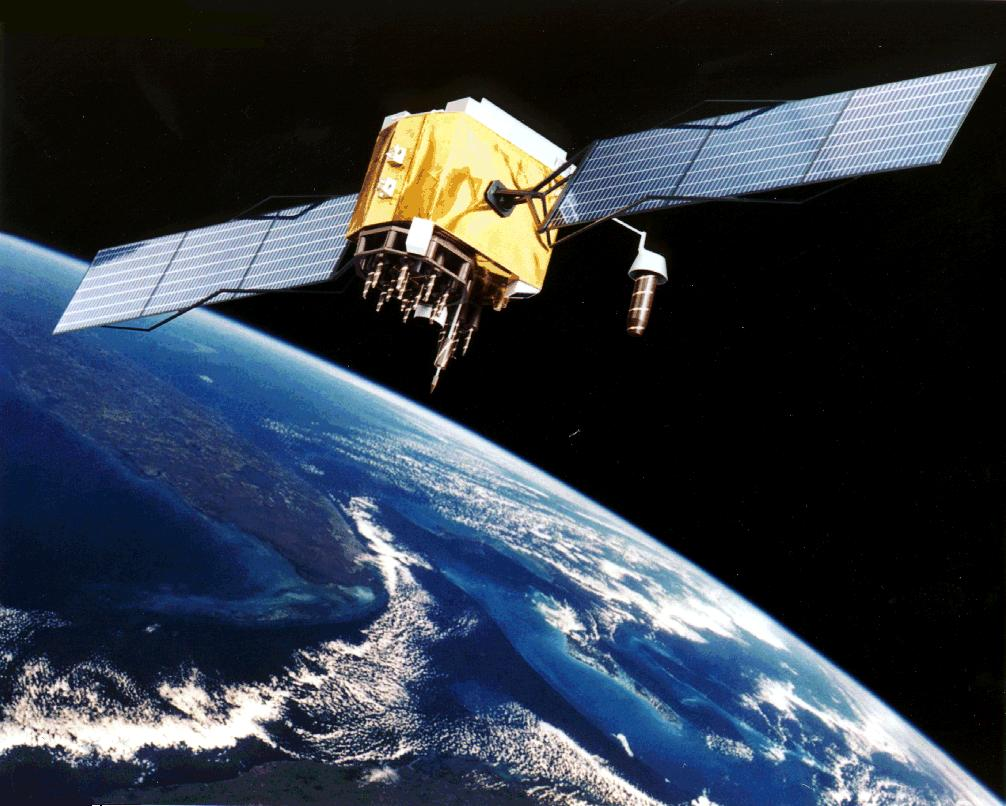
Satélite Artificial

Os satélites artificiais também são instrumentos eletrônicos muito utilizados pela astronomia. É notável como a importância dos satélites vem aumentando dia a dia. As notícias sobre o que ocorre no mundo, as ligações telefônicas, a internet e as imagens usadas na previsão do tempo e no monitoramento dos ambientes terrestres são alguns exemplos dos benefícios que podem ser obtidos pela utilização de um satélite. Além desses resultados diretos, a evolução dessa tecnologia abre novas fronteiras para a pesquisa e contribui no desenvolvimento de produtos e serviços que são utilizados pela sociedade, os chamados “spin-offs”. Um exemplo de spin-off é a tecnologia da ultra-sonografia para a detecção de tumores, derivada da tecnologia de aquisição de imagens via satélite.

## Instrumentos
- Amperímetro
- Capacímetro
- Frequencímetro
- Galvanômetro
- Multímetro
- Osciloscópio
- Voltímetro
- Gerador de funções

Além desses, existem diversos outros instrumentos. Categoria:Instrumentação eletrônica